# 兰家趟子河
兰家趟子河位于中华人民共和国吉林省珲春市春化镇境内，是珲春河左岸支流，发源于吉林、黑龙江两省省界大龙岭南坡，流经兰家趟子村、桦树村、草坪村、东兴镇村，于西土门子村以南汇入珲春河。河长54千米，流域面积624平方千米，河道比降6.7‰。流域内植被良好，水量充沛，水质优良。该流域自然环境基本保持原始状态，是珍惜动物东北虎和远东豹的栖息地。